# Jan Kellner (1989)
Jan Kellner (* 1989 Brno) je český básník.

## Život
Narodil se v roce 1989 v Brně. V roce 2015 absolvoval studium mezinárodního rozvoje na Univerzitě Palackého v Olomouci. Tématem jeho diplomové práce bylo „Co je mezinárodní rozvoj? Vývoj po teoriích post-developmentu“. Téhož roku realizoval cyklistickou cestu z belgických Antverp do portugalského Porta. V jejím průběhu napsal svoji básnickou prvotinu, sbírku Rýpat pýr (2015), kterou vydalo nakladatelství Srdeční výdej. Ta si získala pozornost poroty Magnesia Litera. Milena Fucimanová ji hodnotila jako objev roku, za sympatický jeho debut označila i Božena Správcová, byť ocenění v této kategorii Kellner nezískal. Později odcestoval do Číny, kde se začal věnovat audiovizuální tvorbě a vzdělávání. Jeho básně vyšly v časopisech Tvar a Host, Miroslav Kovářík mu věnoval jeden díl svého rozhlasového pořadu o mladých autorech Zelené peří. Další poezii připravoval pro sbírku Východní divize.